# Pease Pottage
Pease Pottage är en by i civil parish Slaugham, i distriktet Mid Sussex, i grevskapet West Sussex, i England. Byn är belägen 9 km från Horsham. Byn hade 1 691 invånare år 2021.